# Banda-Mbrès jezik
Banda-Mbrès jezik (ISO 639-3: bqk; banda-mbre), ubanški jezik uže skupine banda, nigersko-kongoanska porodica, kojim govori 42 500 ljudi u Srednjoafričkoj Republici (1996) u podprefekturi Mbrès (prefektura Nana-Grébizi) i nepoznat broj u Sudanu kod granice sa Srednjoafričkom Republikom.
Jedini je predstavnik istoimene podskupine banda-mbres. Postoji više dijalekata: buka (bouka), mbre (mbere, mbele), moruba (morouba, maraba), sabanga (sangbanga), wada (ouadda).

## Vanjske poveznice
- Ethnologue (14th)
- Ethnologue (15th)